# Adrianna Sułek
Adrianna Sułek (Bydgoszcz, 3 aprile 1999) è una multiplista polacca.

## Biografia
Dopo aver conquistato la medaglia di bronzo ai campionati mondiali under 20 di Tampere 2018 nell'eptathlon, nel 2021 prese parte a tre competizioni internazionali: agli europi indoor di Toruń si classificò nona nel pentathlon, agli europei under 23 di Tampere fu medaglia d'oro nell'eptathlon e ai Giochi olimpici di Tokyo si classificò sedicesima, sempre nell'eptathlon.
Nel 2022 conquistò la medaglia d'argento ai campionati mondiali indoor di Belgrado dove, con il punteggio di 4851 punti, fece registrare il record polacco del pentathlon e la seconda migliore prestazione della stagione 2021-2022 dietro a Noor Vidts, vincitrice della gara di Belgrado.

## Record nazionali

### Under 18
- Eptathlon: 5674 p. ( Breslavia, 5 agosto 2016)

### Assoluti
- Pentathlon: 5014 p. ( Istanbul, 3 marzo 2023)
- Eptathlon: 6672 p. ( Eugene, 18 luglio 2022)

## Progressione

### Pentathlon
| Stagione | Punteggio | Luogo    | Data      | Rank. Mond. |
| -------- | --------- | -------- | --------- | ----------- |
| 2022/23  | 5014 p.   | Istanbul | 3-3-2023  |             |
| 2021/22  | 4851 p.   | Belgrado | 18-3-2022 | 2ª          |
| 2020/21  | 4442 p.   | Tallinn  | 7-2-2021  | 15ª         |
| 2019/20  | 3986 p.   | Toruń    | 29-2-2020 | 99ª         |
| 2018/19  | 4357 p.   | Toruń    | 16-2-2019 | 19ª         |
| 2017/18  | 4385 p.   | Toruń    | 17-2-2018 | 18ª         |
| 2016/17  | 4092 p.   | Praga    | 28-1-2017 | 55ª         |

### Eptathlon
| Stagione | Punteggio | Luogo    | Data      | Rank. Mond. |
| -------- | --------- | -------- | --------- | ----------- |
| 2022     | 6672 p.   | Eugene   | 18-7-2022 | 4ª          |
| 2021     | 6315 p.   | Götzis   | 30-5-2021 | 19ª         |
| 2020     | 5901 p.   | Varsavia | 23-8-2020 | 22ª         |
| 2019     | 6171 p.   | Cracovia | 9-6-2019  | 26ª         |
| 2018     | 5939 p.   | Tampere  | 13-7-2018 | 46ª         |
| 2017     | 5784 p.   | Grosseto | 21-7-2017 | 77ª         |

## Palmarès
| Anno | Manifestazione  | Sede     | Evento            | Risultato | Prestazione | Note                                     |
| ---- | --------------- | -------- | ----------------- | --------- | ----------- | ---------------------------------------- |
| 2016 | Europei allievi | Tbilisi  | Eptathlon allieve | 14ª       | 5 282 p.    |                                          |
| 2017 | Europei U20     | Grosseto | Eptathlon         | 7ª        | 5 784 p.    |                                          |
| 2018 | Mondiali U20    | Tampere  | Eptathlon         | Bronzo    | 5 939 p.    |                                          |
| 2019 | Europei U23     | Gävle    | Eptathlon         | 6ª        | 5 954 p.    |                                          |
| 2021 | Europei indoor  | Toruń    | Pentathlon        | 9ª        | 4 231 p.    |                                          |
| 2021 | Europei U23     | Tallinn  | Eptathlon         | Oro       | 6 305 p.    |                                          |
| 2021 | Giochi olimpici | Tokyo    | Eptathlon         | 16ª       | 6 164 p.    |                                          |
| 2022 | Mondiali indoor | Belgrado | Pentathlon        | Argento   | 4 851 p.    | Record nazionale                         |
| 2022 | Mondiali        | Eugene   | Eptathlon         | 4ª        | 6 672 p.    | Record nazionale                         |
| 2022 | Europei         | Monaco   | Eptathlon         | Argento   | 6 532 p.    |                                          |
| 2023 | Europei indoor  | Istanbul | Pentathlon        | Argento   | 5 014 p.    | Record nazionale                         |
| 2024 | Giochi olimpici | Parigi   | Eptathlon         | 12ª       | 6 226 p.    | Miglior prestazione personale stagionale |

## Campionati nazionali
- 2 volte campionessa polacca assoluta dell'eptathlon (2019, 2021)
- 1 volta campionessa polacca assoluta della staffetta 4×100 metri (2019)
- 3 volte campionessa polacca assoluta del pentathlon indoor (2018, 2019, 2022)
- 2 volte campionessa polacca under 23 del salto in alto (2019, 2020)
- 2 volte campionessa polacca under 20 del salto in lungo (2017, 2018)
- 2 volte campionessa polacca under 20 dell'eptathlon (2017, 2018)
- 1 volta campionessa polacca under 20 del salto in lungo indoor (2018)
- 1 volta campionessa polacca under 20 del pentathlon indoor (2017)
- 1 volta campionessa polacca under 18 dell'eptathlon allieve (2016)

2015
- 5ª ai campionati polacchi under 18 indoor, 300 m piani - 41"49
- Argento ai campionati polacchi under 18, eptathlon allieve - 5101 p.

2016
- Argento ai campionati polacchi under 18 indoor, pentathlon allieve - 3917 p.
- Oro ai campionati polacchi under 18, eptathlon allieve - 5674 p.

2017
- Oro ai campionati polacchi under 20 indoor, pentathlon - 4059 p.
- Oro ai campionati polacchi under 20, eptathlon - 5687 p.
- Oro ai campionati polacchi under 20, salto in lungo - 5,94 m

2018
- Oro ai campionati polacchi under 20 indoor, salto in lungo - 5,95 m
- Oro ai campionati polacchi indoor, pentathlon - 4385 p.
- Oro ai campionati polacchi under 20, eptathlon - 5901 p.
- Oro ai campionati polacchi under 20, salto in lungo - 6,00 m
- 4ª ai campionati polacchi assoluti, 100 m ostacoli - 13"70
- 7ª ai campionati polacchi assoluti, salto in lungo - 6,05 m

2019
- Oro ai campionati polacchi assoluti indoor, pentathlon - 4357 p.
- Oro ai campionati polacchi assoluti, eptathlon - 6171 p.
- Oro ai campionati polacchi under 23, salto in alto - 1,84 m
- Argento ai campionati polacchi under 23, salto in lungo - 6,02 m
- Oro ai campionati polacchi assoluti, staffetta 4×100 m - 44"94

2020
- 4ª ai campionati polacchi assoluti indoor, pentathlon - 3986 p.
- 7ª ai campionati polacchi assoluti, salto in lungo - 6,01 m
- Oro ai campionati polacchi under 23, salto in alto - 1,77 m
- 5ª ai campionati polacchi under 20, salto in lungo - 5,90 m
- Argento ai campionati polacchi assoluti, eptathlon - 5537 p.

2021
- 6ª ai campionati polacchi assoluti indoor, pentathlon - 3614 p.
- 7ª ai campionati polacchi assoluti indoor, salto in alto - 1,74 m
- 12ª ai campionati polacchi assoluti indoor, salto in lungo - 4,26 m
- Oro ai campionati polacchi assoluti, eptathlon - 6240 p.

2022
- Oro ai campionati polacchi assoluti indoor, pentathlon - 4756 p.